# Domingos Mariano Reis
Domingos Mariano Reis (* 12. Januar 1983 in Ermera, Osttimor) ist ein osttimoresischer Politiker. Er ist Generalsekretär der Partido Democrático (PD) in der Gemeinde Ermera.
Reis studierte am East Timor Institute of Business (IOB). Nach eigenen Angaben arbeitete er von 2000 bis 2002 für die Nichtregierungsorganisation SHARE, von 2008 bis 2010 für die US Navy und zuletzt für den Gesundheitsdienst der Gemeinde Ermera.
Am 1. Juli 2023 wurde Reis, in der IX. Regierung Osttimors von Premierminister Xanana Gusmão, zum Staatssekretär für Zivilschutz vereidigt.